# Horilanvaara
Horilanvaara är en kulle i Finland. Den ligger i Övertorneå i landskapet Lappland, i den norra delen av landet, 700 km norr om huvudstaden Helsingfors. Toppen på Horilanvaara är 221 meter över havet, eller 73 meter över den omgivande terrängen. Bredden vid basen är 1,4 km.
Terrängen runt Horilanvaara är huvudsakligen platt, men åt nordväst är den kuperad. Runt Horilanvaara är det mycket glesbefolkat, med 2 invånare per kvadratkilometer.